# 램 이동
램 이동(Lamb Shift)에 대해 설명한다.

디랙 이론에 따르면 수소원자의 2S(1/2) 궤도와 2P(1/2) 궤도 에너지 준위가 동일하여야 한다. 그러나 1947년 실험에 의해 확인된 후 재규격화 이론으로 설명되어 그 실험적 근거의 하나로 간주되고 있다. 수소원자의 s1/2 준위가 P. A. 디랙의 전자론 계산 결과보다 약간 높다는 것이 S. 파스테르나크에 의해 지적되었으나, 도플러 효과가 스펙트럼선의 분리 간격보다 커서 확인할 수가 없었다.
W. 램 Jr와 R. 러더퍼드는 초단파에 의한 자기공명(磁氣共鳴)으로써 2p(1/2)와 2s(1/2) 사이의 전이를 일으켜 그 간격을 측정했다. 이것을 램-러더퍼드의 실험이라고 한다. 간격 크기는 대략 1077GHz이다. 양자전기역학에 의한 예측치는 1057GHz이다. 약간의 차이가 있다.

## 같이 보기
- 제이만 효과